# Chacra coronário
O Chacra coronário, ou Sahashara, seria o último dos sete principais centros energéticos do corpo físico.

## Chacras

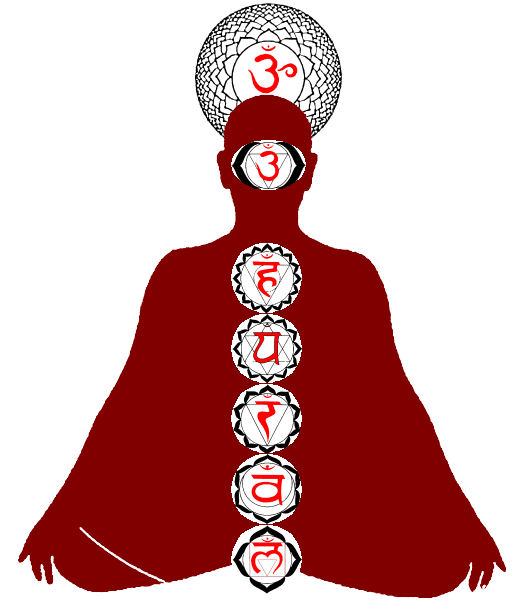
Os sete chacras principais

Existem pensadores que defendem a ideia da existência, no homem, de diferentes corpos superpostos. Cada um existiria em uma dimensão diferente da realidade. Por estes corpos circularia uma Energia vital, através de canais específicos, conhecidos como meridianos. Esta energia, chamada Prana, se concentraria em áreas específicas da superfície do corpo físico, os chamados chakras.

## Localização
A área correspondente a este chacra é o topo da cabeça, apontando para o alto. Segundo alguns pesquisadores de bioenergias, este chacra pode ser considerado a outra contra-parte do chacra básico (muladhara), interligando o sistema através do duto energético (nádi) sushumna, ao longo da coluna.

## Provas da existência
- O método científico requer entre outras coisas a reprodutibilidade de um evento e o seu registro por meios imparciais. Como os métodos de estudo dos fenômenos extra-físicos não tem aceitação plena, existem os que não consideram como real a existência de tais fenômenos.
- Por outro lado existe uma ampla recorrência destas ideias nas mais diversas culturas, em especial nas orientais, como na Yoga. A bandeira da Índia tem como seu símbolo central o desenho de um Chacra.
- Se ainda não existe um método neutro para registro dos fenômenos, não significa que ele não exista. A inexistência da prova não é prova da inexistência.
- Talvez a única maneira de estudar estes fenômenos seja a partir da informação de pessoas que teriam uma sensibilidade especial a ele. Como não é possível afirmar que estas pessoas estejam falando a verdade ou sofram de alucinações, o peso da evidência é o mesmo de um crime onde a única evidência é uma testemunha.

## Ações
Alguns autores defendem a ideia de que o chacra coronário é o mais importante e bem desenvolvido por sua competência na irrigação energética do cérebro. Estaria ligado fisicamente à glândula pineal (ou epífise) e facilitaria a lembrança e a conscientização das projeções da consciência, sendo utilizado na telepatia, mediunidade, expansões da consciência e recepção de temas elevados, além de ser o elo entre o elemental (Ser humano) e seu supra-consciente (Eu maior) que por sua vez está ligado diretamente a Deus, o supremo criador, essencial, portanto, para se chegar a iluminação.